# Microlicia chrysantha
Microlicia chrysantha är en tvåhjärtbladig växtart som beskrevs av John Julius Wurdack. Microlicia chrysantha ingår i släktet Microlicia och familjen Melastomataceae. Inga underarter finns listade i Catalogue of Life.